# タウ粒子
タウ粒子（タウりゅうし、tauon, τ）とは、素粒子標準模型の第三世代の荷電レプトンである。英語名でタウオンと表記することもある。

## 性質
タウ粒子は、電気素量に等しい負の電荷と1/2のスピンを持ち、その反粒子である反タウ粒子は電気素量に等しい正の電荷と1/2のスピンを持つ。静止したタウ粒子の質量は1776.99MeV/C2（陽子の約1.89倍の重さ）、平均寿命は2.90×10-13秒である。タウ粒子は、弱い相互作用によってハドロンに崩壊しうる唯一のレプトンである。例えば25.49%のタウ粒子は荷電パイ中間子、中性パイ中間子とタウニュートリノに崩壊する。レプトンにだけ崩壊する分岐では、17.84%のタウ粒子はタウニュートリノ、電子と反電子ニュートリノに、17.36%のタウ粒子は、タウニュートリノ、ミュー粒子と反ミューニュートリノに崩壊する。
τという記号は、ギリシア語のτριτον (triton, "third", "三番目") を意味する。これはタウ粒子が三番目に発見された荷電レプトンであったことに由来する。

## 歴史
1975年、Perl のグループから"Evidence for Anomalous Lepton Production in e+e- Annihilation(e+e-消滅事象における異常レプトン生成の証拠)"という題で スタンフォード線形加速器センター の SPEAR 電子陽電子衝突型加速器を用いた実験から 「電子(陽電子)、反μ粒子(μ粒子)と2個以上の測定にかからない粒子」 の生成事象が 64 事象報告された。